# Lampides hyphasis
Lampides hyphasis är en fjärilsart som beskrevs av Hans Fruhstorfer 1915. Lampides hyphasis ingår i släktet Lampides och familjen juvelvingar. Inga underarter finns listade i Catalogue of Life.